# Nerodia harteri
Espèce
Synonymes
- Natrix harteri Trapido, 1941

Statut de conservation UICN

 NT  : Quasi menacé
Nerodia harteri est une espèce de serpents de la famille des Natricidae. 

## Répartition
Cette espèce est endémique des États-Unis. Elle se rencontre dans le centre du Texas.

## Étymologie
Cette espèce est nommée en l'honneur de Philip Harter, qui a collecté le premier spécimen.

## Publication originale
- Trapido, 1941 : A new species of Natrix from Texas. American Midland Naturalist, vol. 25, p. 673-680.